# Rudolf Kasztner
Rudolf Kasztner, född 1906 i Kolozsvár, död den 15 mars 1957 i Tel Aviv, var en ungersk-judisk journalist och advokat. Under andra världskrigets senare del hjälpte han judar att fly från det tysk-ockuperade Ungern. Kasztner mördades sedan en israelisk domstol hade anklagat honom för samarbete med nazisterna.

## Biografi
Under andra världskriget var Kasztner en av ledarna för Bistånds- och räddningskommittén i Budapest, en sionistisk sammanslutning som hjälpte judar att fly från det tyskockuperade Ungern 1944–1945. Mellan den 14 maj och den 8 juli 1944 deporterades 437 402 judiska män, kvinnor och barn från Ungern till Auschwitz. Kasztner fick i uppgift att förhandla med Adolf Eichmann, som ledde organiserandet av deportationerna till Auschwitz. Kasztner och Eichmann ingick ett avtal, vilket innebar att 1 684 judar skulle transporteras per tåg till det neutrala Schweiz mot en kostnad av 1 000 dollar per person. Kasztner betalade summan i kontanter, juveler och guld med Kurt Becher som mellanhand. Den 30 juni 1944 avgick det så kallade Kasztner-tåget från Budapest, men, trots Eichmanns försäkringar, var dess destination koncentrationslägret Bergen-Belsen, där judarna internerades. En del av dem anlände dock till Schweiz i augusti och de övriga i december. Omkring 1 670 judar räddades. Kasztner anklagades dock för att ha gynnat sina egna anhöriga och släktingar samt att ha underlättat deportationerna för nazisterna.
Efter andra världskriget emigrerade Kasztner till den nyskapade staten Israel, där han år 1952 blev talesman vid Handels- och näringsministeriet. Senare samma år publicerade Malchiel Gruenwald, skriftställare och högerorienterad aktivist, en pamflett, i vilken han anklagade Kasztner för att ha kollaborerat med nazisterna och tillsammans med Kurt Becher ha skott sig på beslagtagen judisk egendom. Gruenwald ställdes år 1953 inför rätta för förtal och efter en rättegång på två år blev han frikänd. I sitt domslut anförde domaren Benjamin Halevi att Kasztner genom att köpslå med nazisterna hade ”sålt sin själ till djävulen”.
Strax efter midnatt den 4 mars 1957 sköts Kasztner av tre gärningsmän utanför sin bostad i Tel Aviv; han avled elva dagar senare, den 15 mars.